# José de Anchieta
José de Anchieta (San Cristóbal de La Laguna, Tenerife, Spanyolország, 1534. március 19. – Reritiba, Brazília, 1597. június 9.) vezető spanyol katolikus misszionárius Brazíliában, São Paulo és Rio de Janeiro megalapítója. Ferenc pápa 2014-ben a katolikus egyház szentjévé avatta. Pedro de San José de Betancur után a Kanári-szigetek második bennszülött szentje. Loyolai Szent Ignác, a Jézus Társasága alapítója a rokona volt. Missziós erőfeszítéseiért „Brazília apostolának” nevezik, az egyik úttörője a kereszténység bevezetésének az országban. „Arte de gramática da língua mais usada na costa do Brasil” című könyvével elsőként írt nyelvtant és szótárt a tupi nyelvhez, amelyet Brazília őslakosai leginkább beszélnek.

## Élete

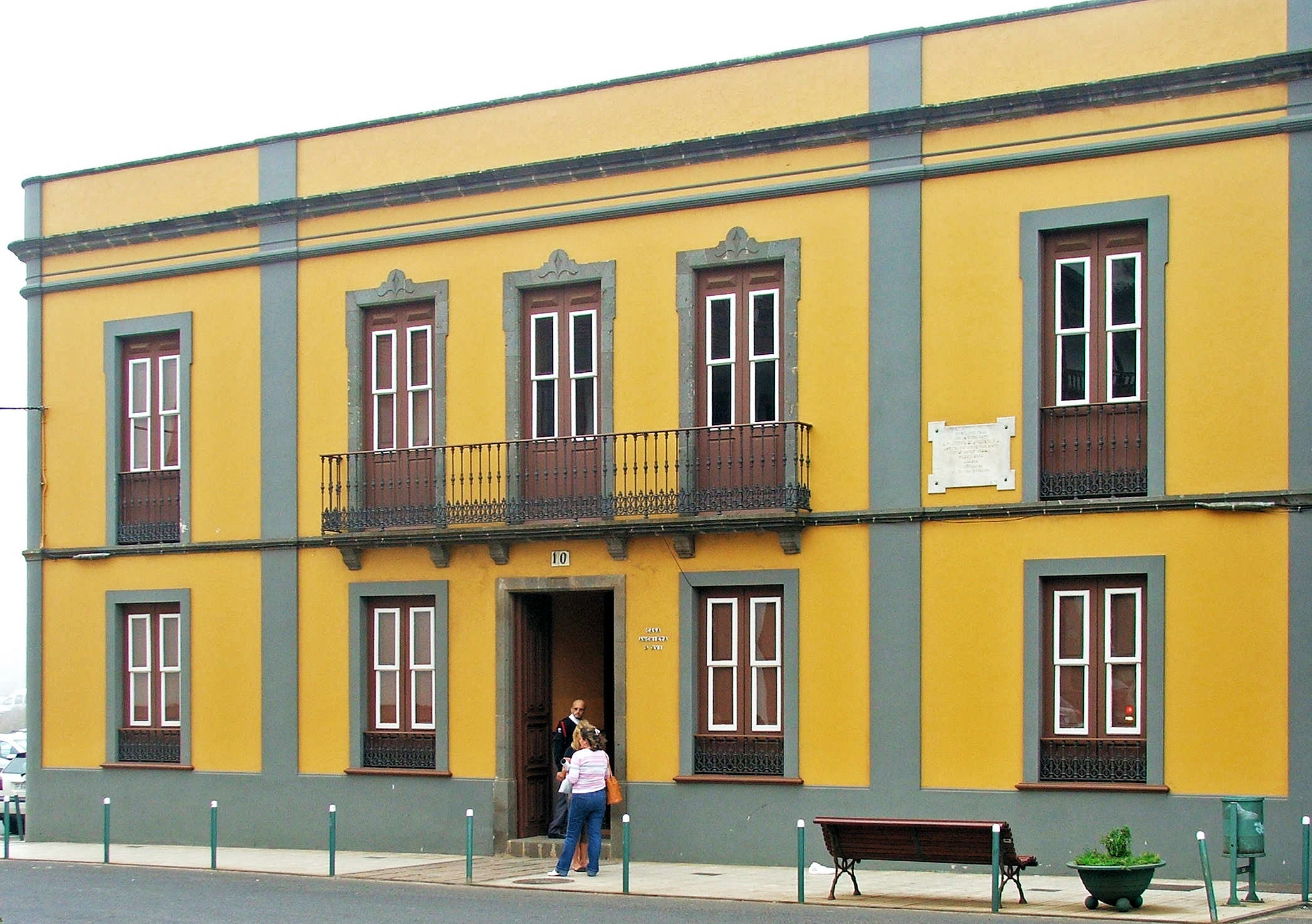
Szülőháza Tenerife szigetén

A Kanári-szigetcsoport Tenerife szigetén született, a baszk Anchieta (Antxeta) családban. Apja Juan López de Anchieta forradalmár, aki részt vett az V. Károly német-római császár elleni fölkelésben, Szűz Mária őszinte rajongója volt. José de Anchietát 1534. április 7-én a Gyógyító Szűzanya plébánián keresztelték (ma La Laguna-katedrális).
Édesanyja, Mencia Díaz de Clavijo y Llarena a Kanári-szigetek szülötte, Sebastián de Llarena kasztíliai kitért zsidó leánya volt. Tizenkét testvére közül Pedro Núñez és Melchior is szerzetes lett.
1548-ban, 14 évesen Portugáliába költözött a spanyol inkvizíció zsidó származású személyekkel szembeni egyre szigorúbb fellépése miatt. Coimbra városában a művészeti kollégiumban filozófiát tanult, majd beiratkozott az ottani egyetemre, 1551-ben fivérével együtt belépett a jezsuita rendbe, és kiváló reneszánsz humanista vált belőle. Később csatlakozott egy misszionáriuskampányhoz, amelynek keretében Brazíliába küldték, ahol 1597-ben bekövetkezett haláláig folytatta az őslakosok térítését, lelki gondozását.

## Kanonizálása
II. János Pál pápa 1980-ban örömmel üdvözölte a javaslatot, hogy indítsák el szentté avatási eljárását. Ferenc pápa 2014. április 3-án kanonizálta.
Emlékünnepe június 9-én van.

## Fordítás
- Ez a szócikk részben vagy egészben  a   José de Anchieta című olasz Wikipédia-szócikk ezen változatának fordításán alapul.  Az eredeti cikk szerkesztőit annak laptörténete sorolja fel. Ez a jelzés csupán a megfogalmazás eredetét és a szerzői jogokat jelzi, nem szolgál a cikkben szereplő információk forrásmegjelöléseként.